# Hypericum garciae
Hypericum garciae är en johannesörtsväxtart som beskrevs av John Hwett Pierce. Hypericum garciae ingår i släktet johannesörter, och familjen johannesörtsväxter. Inga underarter finns listade i Catalogue of Life.